# TRAxX
TRAxX (anteriormente The TRAX e TRAX) é conhecida como uma banda de rock sul coreana formada em 2004 pela gravadora SM Entertainment. Atualmente mudaram de gênero, saindo do rock para o EDM. Antes foram produzidos por Yoshiki Hayashi da banda X Japan. Atualmente, o grupo consiste em três integrantes; Typhoon (Jay Kim), X-Mas (Jungmo) e GINJO. O nome faz alusão as "faixas musicais" (tracks, em inglês), mas também faz referência a primeira letra dos nomes artísticos de cada membro do grupo (Typhoon of the Rose Attack on X-Mas). Inicialmente uma banda de nu metal/rock, optaram pelo pop após a saída do baterista Rose em 2006. O grupo passou por uma reformulação em agosto de 2018, adicionando mais um membro, o DJ e produtor GINJO. 

## Carreira

### Pré-estreia
Em 2000, a SM Entertainment decidiu produzir um grupo de rock, que levou quatro anos para se tornar realidade. Os membros da banda Typhoon, Rose e Attack apareceram para o cenário musical nO "2002 Survival Audition Heejun vs. KangtaBattle of the Century" junto do Junsu do JYJ e do Sungmin e Eunhyuk do Super Junior. A banda fez sua primeira aparição ao público no décimo primeiro single da cantora BoA Kwon, Rock With You, em dezembro de 2003.

### 2004-2007
TRAX fez seu primeiro show em 26 de julho de 2004 no Ziller Hall. Eles participaram dos dois primeiros álbuns da banda TVXQ, Tri-Angle e Rising Sun. O grupo divulgou a música no Japão e na Coreia do Sul, tendo sucesso em ambos.
Em maio de 2006, o baterista Rose deixou a banda para buscar seus próprios objetivos e a banda então continuou como um trio. TRAX voltou para a Coréia e lançou seu primeiro álbum de estúdio First Rain no dia 20 de julho. Seu quarto single japonês Resulution foi lançado em 3 de agosto.
Eles lançaram seu quinto single japonês Cold Rain em 24 de janeiro de 2007. Pouco tempo depois, o baixista Attack deixou o grupo silenciosamente.

### 2008–10:Cold-Hearted ManeOh! My Goddess
No final de 2008, o vocalista Typhoon e guitarrista X-Mas foram membros regulares na série de televisão da MNET Band of Brothers junto dos membros do Super Junior Heechul e Kangin. Em 2009, X-Mas também fez parte do elenco do show de curta duração chamado Oppa Band junto de Sungmin, também membro do Super Junior.
Eles lançaram um single digital como uma banda de projeto chamada TRAX+Air para o drama sul-coreano Swallow the Sun.
Eles lançaram o mini-álbum Cold-Hearted Man em 25 de janeiro de 2010. Ele contém canções escritas e compostas por ambos Typhoon e X-Mas, e apresenta artistas como Key do SHINee, Wheesung e Shin Min-chul do T-MAX. O vídeo da música para o single Let You Go estrelou Heechul do Super Junior e Victoria do f(x).
Em agosto de 2010, TRAX tornou-se um convidado especial para a terceira turnê asiática do Super Junior, Super Show 3, em algumas datas da turnê, performando na ponte da canção "Don't Don". O segundo mini-álbum do TRAX Oh! My Goddess foi lançado em 6 de setembro de 2010. Seohyun, do Girls' Generation, fez parte do clipe musical.
Eles também cantaram a música "Tell Me Your Love" para o drama do KBS Mary Stayed Out All Night, estrelando Moon Geun-young e Jang Keun-suk.

### 2011–12: M&D,Blinde hiato
Em 2011, X-Mas se juntou ao seu companheiro de empresa Heechul para formar o grupo de projeto M&D. A primeira faixa-título do M&D, 뭘봐 , foi lançada em 22 de junho.
Typhoon participou da faixa "CRAZY" no quinto álbum do TVXQ, Keep Your Head Down.
O terceiro mini-álbum do TRAX, Blind, foi lançado em 10 de novembro de 2011.
Em 26 de março de 2012, Typhoon alistou-se por dois anos do serviço militar obrigatório. Ele recebeu quatro semanas de treinamento militar básico em Busan e depois continuou a servir como um trabalhador de serviço público. X-Mas se alistou sete meses depois, em 25 de outubro de 2012. Eles originalmente programaram se alistar juntos, mas a condição de escoliose de Jung-mo e uma clavícula fraturada atrasou seu alistamento. Ele serviu dever não-ativo como um trabalhador de serviço público por 23 meses depois de completar quatro semanas de treinamento básico. Devido ao alistamento dos membros da banda no serviço militar, o grupo foi em um hiato de tempo indefinido.

### 2015–atualmente: SM Town
Em julho de 2015, TRAX performou novamente juntos no SM Town Live World Tour IV no Japão e no SM Town Live World Tour V em 2016. X-Mas tornou-se um dos apresentadores do novo programa da S.M. Entertainment, Viewable SM, junto do Leeteuk do Super Junior e da Yeri do Red Velvet.

## Integrantes

### Membros atuais
- Typhoon (Kim Kyun-woo; Hangul: 김견우) Nascido em 08 de Abril de 1983 – Líder e vocalista
- Ginjo (Hangul:긴조) Nascido em 12 de Abril de 1983 – DJ e Produtor
- X-Mas (Kim Jung-mo; Hangul: 김정모) Nascido em 26 de Março de 1985 – Guitarrista,Baixista e Maknae

### Membros antigos
- Rose (No Min-woo; Hangul: 노민우) – Baterista
- Attack (Kang Jung-woo; Hangul: 강정우) – Baixista

## Discografia

### Álbuns de estúdio
| Título     | Detalhes do álbum                                                                                         | Melhores posições nas paradas musicais | Vendas       |
| Título     | Detalhes do álbum                                                                                         | KOR                                    | Vendas       |
| ---------- | --- | -------------------------------------- | ------------ |
| First Rain | - Lançamento: 20 de julho de 2006 (KOR) - Gravadora: S.M. Entertainment - Formatos: CD e Download digital | 19                                     | - KOR: 5,230 |

### Extented Plays
| Título           | Detalhes do álbum                                                                                            | Melhores posições nas paradas musicais | Vendas       |
| Título           | Detalhes do álbum                                                                                            | KOR                                    | Vendas       |
| ---------------- | --- | -------------------------------------- | ------------ |
| Cold Hearted Man | - Lançamento: 25 de janeiro de 2010 (KOR) - Gravadora: S.M. Entertainment - Formatos: CD e Download digital  | 40                                     | - KOR: 5,230 |
| Oh! My Goddess   | - Lançamento: 6 de setembro de 2010 (KOR) - Gravadora: S.M. Entertainment - Formatos: CD e Download digital  | 5                                      | - KOR: 5,230 |
| Blind            | - Lançamento: 10 de novembro de 2011 (KOR) - Gravadora: S.M. Entertainment - Formatos: CD e Download digital | 8                                      | - KOR: 5,230 |

### Singles
| Título           | Ano     | Melhores posições nas paradas musicais | Melhores posições nas paradas musicais | Álbum                |         |         |         |
| Título           | Ano     | KOR                                    | JPN                                    | Álbum                |         |         |         |
| Coreano          | Coreano | Coreano                                | Coreano                                | Coreano              | Coreano | Coreano | Coreano |
| ---------------- | ------- | -------------------------------------- | -------------------------------------- | -------------------- | ------- | ------- | ------- |
| "Paradox"        | 2004    | —                                      | —                                      | First Rain           |         |         |         |
| "Scorpio"        | 2004    | —                                      | —                                      | First Rain           |         |         |         |
| "Cold Rain"      | 2007    | —                                      | —                                      | First Rain           |         |         |         |
| "Let You Go"     | 2010    | 31                                     | —                                      | Cold Hearted Man     |         |         |         |
| "Oh! My Goddess" | 2010    | 30                                     | —                                      | Oh! My Goddess       |         |         |         |
| "Blind"          | 2011    | 115                                    | —                                      | Blind                |         |         |         |
| Japonês          |         |                                        |                                        |                      |         |         |         |
| "Scorpio"        | 2004    | —                                      | 28                                     | Lançamento sem álbum |         |         |         |
| "Rhapsody"       | 2005    | —                                      | 95                                     | Lançamento sem álbum |         |         |         |
| "Blaze Away"     | 2005    | —                                      | 129                                    | Lançamento sem álbum |         |         |         |
| "Resolution"     | 2006    | —                                      | —                                      | Lançamento sem álbum |         |         |         |
| "Find the Way"   | 2007    | —                                      | 189                                    | Lançamento sem álbum |         |         |         |

### Aparições em trilhas sonoras
| Ano  | Título                            | Melhores posições nas paradas musicais | Álbum                           |
| Ano  | Título                            | KOR                                    | Álbum                           |
| ---- | --------------------------------- | -------------------------------------- | ------------------------------- |
| 2004 | "Tri-Angle" (TVXQ ft. BoA & TRAX) | —                                      | Tri-Angle                       |
| 2005 | "Free Your Mind" (TVXQ ft. TRAX)  | —                                      | Rising Sun                      |
| 2006 | "Red Sun" (SM xTOWN)              | —                                      | '06 SUMMER SMTOWN               |
| 2006 | "Without You"                     | —                                      | '06 SUMMER SMTOWN               |
| 2006 | "Go! Go!"                         | —                                      | Hyena OST                       |
| 2006 | "My Tears"                        | —                                      | Hyena OST                       |
| 2006 | "Snow Dream" (SM TOWN)            | —                                      | 2006 Winter SMTown – Snow Dream |
| 2006 | "Alone"                           | —                                      | 2006 Winter SMTown – Snow Dream |
| 2007 | "Angels" (Ballad Version)         | —                                      | Billy Jean Look at Me O.S.T.    |
| 2011 | "Crazy" (TVXQ ft. Jay of TRAX)    | —                                      | Keep Your Head Down             |
| 2011 | "Like a Dream"                    | —                                      | Winter: The Warmest Gift        |
| 2012 | "Heavens"                         | —                                      | God of War OST                  |

## Tours e concertos musicais

### Concertos principais
- TRAX 1st Concert (24 de julho de 2004)

- TRAX 2nd Concert (31 de julho de 2004)

### SM Town
- SM Summer Town Festival (2006)
- SM Town Summer Concert (2007)
- SM Town Live '08 (2008–2009)
- SM Town Live '10 World Tour (2010–2011)
- SM Town Live World Tour III (2012)
- SM Town Live World Tour IV (2015)
- SM Town Live World Tour V (2016)

## Publicações relacionadas
- 1st Story Book - BLAST (1 de dezembro de 2004)

## Prêmios e indicações
| Ano  | Premiação               | Categoria            | Recipiente | Resultado |
| ---- | ----------------------- | -------------------- | ---------- | --------- |
| 2004 | Mnet Asian Music Awards | Melhor vídeo de Rock | "Paradox"  | Indicado  |